# Yakassé-Attobrou
Yakassé-Attobrou este o comună din departamentul Yakassé-Attobrou, regiunea La Mé, Coasta de Fildeș.